# 上宇和站
上宇和站（日语：／ Kamiuwa eki */?）是位於日本愛媛縣西予市宇和町，隸屬於四國旅客鐵道（JR四國）的鐵路車站，車站編號為U21。本站只停靠普通列車。

## 車站結構
本站現時所採用的設計，與位於予土線上的二名站、出目站、大內站及務田站相同，皆在開業時曾經設有木製站房。但因破舊欠缺維修，加上乘客量並不多及無人化多年，並沒有需要設置新的站房，因此當原站房被拆去時，變為簡易模式車站，只在月台上加裝多功能式候車亭，部份用作儲物室及洗手間，其餘部份用作設有上蓋的開放式候車亭及附有等候座椅。本站並不設有自動售票機，乘客須直接在列車上購買車票。
月台自開站起皆只有側式月台1個，為列車不能交換車站。有效長度只有2輛，部份3輛編成的普通列車靠站時，須採用安全開門模式，令最後一節車廂的車門不會打開。列車往宇和島方向時，列車左邊車門會打開，而往八幡濱方向時，則右邊車門會打開。

### 月台配置
| 路線    | 方向 | 目的地                   |
| ------- | ---- | ------------------------ |
| ■予讚線 | 上行 | 八幡濱、伊予市、松山方向 |
| ■予讚線 | 下行 | 宇和島方向               |

## 歷史
- 1945年6月20日：開業。
- 1971年11月6日：無人化。
- 1987年4月1日：日本國鐵分割民營化，車站的營運由JR四國繼承。

## 相鄰車站
四國旅客鐵道（JR四國）
■予讚線
伊予石城（U20）－上宇和（U21）－卯之町（U22）